# Imperial County
Imperial County je okres na jihu státu Kalifornie v USA. K roku 2010 zde žilo 174 528 obyvatel. Správním městem okresu je El Centro. Celková rozloha okresu činí 11 607,6 km². Na východě sousedí s Arizonou, na jihu s Mexikem.

## Sousední okresy
| Růžice kompasu |                  | Riverside County | La Paz County (AZ) | Růžice kompasu |
| Růžice kompasu | San Diego County | Sever            |                    | Růžice kompasu |
| Růžice kompasu | San Diego County | Imperial County  |                    | Růžice kompasu |
| Růžice kompasu | San Diego County | Jih              |                    | Růžice kompasu |
| Růžice kompasu |                  | Yuma County (AZ) |                    | Růžice kompasu |